# Disfrutar
Disfrutar és un restaurant situat al carrer de Villarroel al barri de l'Antiga Esquerra de l'Eixample, a Barcelona. Fundat el desembre de 2014, i dirigit per Oriol Castro, Eduard Xatruch i Mateu Casañas, tots tres excaps de cuina d'El Bulli, compta amb tres estrelles Michelin. El 2024 va ser premiat com a millor restaurant del món.
Els tres cuiners, a més a més, compten amb un segon restaurant anomenat Compartir situat a Cadaqués.

## Premis
El 2015 el restaurant Disfrutar va aconseguir la seva primer estrella Michelin, i va aconseguir afegir-hi la segona en la revisió de l'any 2017. També va aconseguir assolir tres sols a la guia Repsol. En el 2023 van aconseguir guanyar les tres estrelles Michelin.
El juliol de 2022 va ser escollit com el tercer millor restaurant del món, per part del rànquing britànic The World's 50 Best Restaurants durant una gala celebrada a Londres. L'any següent va ser premiat amb la segona posició i, finalment, el 2024 com el millor restaurant del món, en la 22a gala del certamen, celebrada a Las Vegas, imposant-se a l'Asador Etxebarri basc i al Table parisenc.